# جیلیان باکس
جیلیان باکس (انگلیسی: Gillian Boxx؛ زادهٔ ۱ سپتامبر ۱۹۷۳) بازیکن سافتبال اهل ایالات متحده آمریکا بود.
او در بازی‌های المپیک تابستانی ۱۹۹۶ در آتلانتا، جورجیا، در تیم ملی سافت‌بال زنان ایالات متحده مدال طلای المپیک را به دست آورد. باکس سافت بال دانشگاهی را در دانشگاه کالیفرنیا در برکلی از سال 1992-1995 در کنفرانس Pac-12 بازی کرد. او همچنین خواهر بزرگتر شانون باکس، هافبک سابق تیم ملی فوتبال زنان ایالات متحده است.